# Melanagromyza vernoniana
Melanagromyza vernoniana este o specie de muște din genul Melanagromyza, familia Agromyzidae, descrisă de Steyskal în anul 1980. Conform Catalogue of Life specia Melanagromyza vernoniana nu are subspecii cunoscute.